# Danay Suárez
Danay Suárez, teljes neve: Danay Suárez Fernandez) (Havanna, 1985 –) kubai énekesnő.

## Pályakép
1985-ben született Cerroban, Havanna központi kerületében. Szülei válása után édesanyjával Santa Fébe, a főváros csendes külvárosába költözött. Mintegy véletlenül került zeneközelbe. A családjában nem volt zenész. Egyszer elkezdett magánéleti dalszövegeket írni, rigmusokat improvizálni. 15 évesen énekelt először a Teatro Nacionalban, amit egy ügynökség szervezett. Később randevúzni kezdett egy népszerű underground rapduó egyik tagjával. Felvették első dalait, melyeket otthon komponálták egy régi PC-n, MIDI-billentyűzeten. 2007-ben demófelvételeivel elment egy kubai sztárhoz és megkérte, hogy hallgassa meg a zenéjét.
Először Franciaországban figyeltek fel rá. Ott volt a Banlieues Bleues fesztiválon, 2011-ben és ekkor bemutatták a francia nemzeti televízióban.
2007. óta profi zenész.
2010-ben Danay Suárez részt vett Peterson Havana Cultura Series projekben. Bejárta Párizst, Amszterdamot, Londont és más európai városokat. 2017-ben előadott a TED konferencián.
A Billboard egy 2014-es cikkében a tíz legjobb új raptehetségek egyikének találta. 2017-ben négy latin Grammy-díjra volt jelölve különféle kategóriákban, köztük az Év Legjobb Előadójának és albumának. 2022-ben elnyerte a Latin Grammy-díjat.

## Lemezek
- Havana Cultura Sessions (2010)
- Polvo de la Humedad (2014)
- Palabras manuales (2017)
- Vive (2021)

## Díjak
- 2022: Latin Grammy-díj